# Tōkaidō Gojūsan-tsugi
Tōkaidō Gojūsan-tsugi (東海道五十三次?) è un videogioco sviluppato da Sunsoft per Nintendo Famicom.

## Distribuzione
È stato pubblicato il 3 luglio 1986. Fu successivamente portato su PC il 29 giugno 2001 come parte di Ultra 2000 Sunsoft Classic Games 2, e su PlayStation il 27 dicembre 2001 come parte di Memorial Series SunSoft Vol. 3 (in coppia con The Wing of Madoola); per la console Sony pubblicato nuovamente il 2 luglio 2004, insieme a Ikki, come parte di YuYu Sunsoft Kessaku-shu 2. Nel 2003 venne distribuita anche una versione per cellulari, e il 14 ottobre 2008 la versione Famicom originale uscì su Virtual Console. Tutte le versioni sono state pubblicate solo in Giappone.

## Trama
Kantaro (カン太郎?), un fabbricante di fuochi d'artificio, ha completato la sua formazione nella città di Kyoto e si appresta a tornare dalla sua fidanzata, Momoko-chan (ももこちゃん?), che vive a Edo (oggi Tokyo). Tuttavia, il malvagio mercante Gonzaemon (剛左衛門?) intende rubare i segreti della produzione di fuochi d'artificio a Kantaro, e invia i suoi compari lungo la via Tōkaidō, per costringerlo a rivelarglieli.

## Modalità di gioco
Kantaro deve difendersi lanciando granate d'artificio per respingere i nemici. Tuttavia, alcuni nemici non sono influenzati da granate, e possono essere uccisi solo dalle esplosioni di granate piantate nel terreno.

### Nemici
Goro-taro (ゴロ太郎?), 100 punti
Il nemico più comune. Salta continuamente intorno a Kantaro, ma può essere sconfitto facilmente.
Kuromaru (黒丸?), 100 punti
Questo ninja ha le stesse abilità di Goro-taro, ma è più veloce e compare in differenti livelli.
Mikami Itto (御神一刀?), 1000 punti
Un ronin che respinge le granate con la sua spada. Può essere sconfitto solo se colpito dalle esplosioni di granate piantate nel terreno.
Torikai Genji (鳥飼源司?), 300 punti
Questo nemico usa un falco addestrato per attaccare Kantaro da lontano. Il falco è invincibile in volo, ma può essere ucciso se torna al suo trespolo sulla spalla di Torikai Genji.
Ryo (リョウ?), 200 punti
Questo assassino professionista appare sotto i ponti, e cerca di infilzare Kantaro dal basso con una lunga lancia. Questi nemici non possono essere sconfitti se non escono da sotto il ponte.
Shige (シゲ?), 300 punti
Un altro assassino assunto per uccidere Kantaro. Questo tipo compare sui tetti degli edifici, e attacca con dei coltelli da lancio. È anche molto veloce. È uno dei nemici più difficili da uccidere.
Tenkai (天海?), 2000 punti
Un monaco che attacca Kantaro a distanza con i suoi poteri psichici, generando dei raggi di energia che poi gli spara contro. Tenkai è difficile da colpire con le granate, ed evita sempre quelle piantate a terra.
Gonzaemon (剛左衛門?), 3000 punti
Il principale antagonista del gioco. Attacca Kantaro utilizzando un archibugio. Sono necessari solo due colpi di granata per sconfiggerlo, ma non è facile colpirlo.

### Altri personaggi
Alcuni personaggi non sono necessariamente nemici, ma possono ostacolare il progresso del giocatore se toccati o se vengono esaudite condizioni particolari: Otami (お民?) il ladro e Oishi (お石?) il fantasma rallenteranno di parecchio i movimenti di Kantaro se questi entra in contatto con loro, rendendolo più vulnerabile agli attacchi nemici. Santa (三太?) il ladro se toccato ruberà tutti gli oggetti in possesso del giocatore, mentre Nakayama Shusui (中山主水?), l'agente di polizia di confine accostato alla fine di ogni livello, costringerà Kantaro a pagare sei koban per passare al livello successivo, a meno di ricevere un oggetto specifico per pagare il pedaggio (che cambia in ogni livello, e non c'è modo di sapere quale sia), e attaccherà il giocatore se questi non disporrà né dell'oggetto né dei koban necessari. Il Tako Ninja (凧忍者?) e i Norainu (野良犬?) lanceranno shuriken e attraverseranno lo schermo (rispettivamente), ferendo Kantaro se si dovesse trovare nella traiettoria. In alcuni livelli sono presenti anche delle rocce che attraversano lo schermo verticalmente.

### Oggetti
Gli oggetti appaiono sullo schermo se Kantaro usa le sue granate d'artificio in certi luoghi. Le monete koban possono essere trovate nel corso di ogni mappa, e 2 monete possono essere utilizzate per creare ponti per attraversare i fiumi (2 monete sono sempre nascoste attorno a ciascuna area di fiume), 6 monete possono pagare il pedaggio ai posti di blocco se il giocatore non ha un passaporto, e 10 monete possono aprire un passaggio segreto in altri livelli. L'amuleto giapponese ofuda proteggerà Kantaro da Oishi, e la katana farà lo stesso contro i ladri Otami e Santa. L'onigiri (palla di riso) trasformerà Kantaro in una palla che rotola, rendendolo invincibile per un breve periodo di tempo a meno che non cada in un pozzo. I geta (sandali tradizionali) permetteranno a Kantaro di camminare sulle nuvole.

### Livelli
Ogni livello prende il nome e l'aspetto da una delle 53 stazioni di Tōkaidō, una delle Cinque Vie di Edo durante l'era Tokugawa.
1. Sanjō Ōhashi (il nome non appare nel gioco, ma è l'ultima stazione di Tōkaidō)
2. Kyoto―Kusatsu
3. Ishibe―Tsuchiyama
4. Sakashita―Seki
5. Kameyama―Shōno
6. Ishiyakushi―Kuwana
7. Miya―Chiryū
8. Okazaki―Akasaka
9. Goyu―Futagawa
10. Shirasuka―Maisaka
11. Hamamatsu―Fukuroi
12. Kakegawa―Shimada
13. Fujieda―Mariko
14. Fuchū―Yui
15. Kanbara―Hara
16. Numazu―Hakone
17. Odawara―Hiratsuka
18. Fujisawa―Hodogaya
19. Kanagawa―Kawasaki
20. Shinagawa―Nihonbashi
21. Asakusa (non fa parte di Tōkaidō, ma è la destinazione finale di Kantaro)